# Јарослава Дугошија Добренов
Јарослава Дугошија Добренов (1939 — 2016) била је новинарка, уједно и прва уредница емисије за пољопривреднике Бразде на Радио-Телевизији Војводине (претходно: Радио-Телевизија Нови Сад), која је почела да се приказује од 1975. године.

## Смрт
Јарослава Дугошија Добренов мучки је 11. фебруара 2016. године убијена у свом стану у улици Николе Тесле у Новом Саду. Убила ју је 50-годишњакиња Биљана Јефтић из Стејановаца код Руме.